# Albert Charles Seward
Pour les articles homonymes, voir Seward.
Albert Charles Seward (1863, Lancaster-1941) est un botaniste, paléontologue et géologue britannique.
Seward est conférencier à l'Université de Cambridge en 1890 puis détenteur de la chaire de botanique de l'université de Cambridge dans la même université de 1906 à 1936. Il est élu membre de la Royal Society en 1898. Il reçoit la médaille Murchison en 1908, la médaille royale en 1925, la médaille Wollaston en 1930 et la médaille Darwin en 1934.

## Taxons décrits
Albert Charles Seward a décrit près de 300 taxons de plantes, dont plus de 200 espèces. Les noms scientifiques de ces taxons (éteints pour la plupart) sont immédiatement suivis du nom de leur auteur, sous l'abréviation « A.C.Seward » ou « Seward ». Cette liste (non-exhaustive) est construite en compilant les données de l'IRMNG, de GBIF, et de l'IFPNI pour l'essentiel :
- Agathis veitchii (Henkel & W.Hochst.) Seward & Ford
- Araucariopsida Seward, 1906
- Dipteridaceae Seward & E.Dale, 1901
- Dipteris lobbiana var. ridleyi Christ ex Seward & E.Dale
- †Adiantites lindsayoides Seward
- †Algites catenelloides Seward
- †Algites valdensis Seward, 1894
- †Algites Seward, 1894
- †Androstrobus nathorstii Seward, 1895
- †Anomozamites lyellianus (Dunker) Seward, 1895
- †Antarcticoxylon priestleyi Seward, 1914
- †Antarcticoxylon Seward, 1914
- †Araucarioxylon lindleyanum (Witham) Seward, 1904
- †Araucarites haastii (Ettingsh.) Seward, 1919
- †Araucarites imponens (Dusén) Seward, 1919
- †Arthrodendron Seward, 1898
- †Baiera delicatula Seward, 1904
- †Baiera ikorfatensis Seward, 1926
- †Baiera moltenensis Seward, 1908
- †Baiera tanganyikensis Seward, 1934
- †Barakaria dichotoma (Feistm.) Seward, 1920
- †Barakaria Seward & Sahni, 1920
- †Bauhinites groenlandica Seward & Conway, 1935
- †Bauhinites groenlandicus Seward, 1935
- †Bauhinites Seward & Conway, 1935
- †Becklesia anomala Seward, 1895
- †Becklesia Seward, 1895
- †Benstedtia A.C.Seward, 1896
- †Bothrodendron leslii Seward 87.
- †Bucklandia buzzardensis (Stopes) Seward, 1917
- †Bucklandia gracilis (Carruth.) Seward, 1917
- †Bucklandia indica Seward, 1917
- †Bucklandia ruffordii (Seward) Seward, 1917
- †Bucklandia squamata (Carruth.) Seward, 1917
- †Bucklandia yatesii (Carruth.) Seward, 1917
- †Buriadia heterophylla Seward, 1920
- †Buriadia A.C.Seward & B.Sahni, 1920
- †Calamites subgen. Arthropitys (Goepp.) Seward, 1898
- †Calamites subgen. Calamodendron (Brongn.) Seward, 1898
- †Callitrites antiquus (Saporta in Heer) Seward, 1919
- †Callitrites brachyphyllus (Saporta in Heer) Seward, 1919
- †Callitrites europaeus (R. Ludw.) Seward, 1919
- †Callitrites helveticus (Heer) Seward, 1919
- †Callitrites reichii (Ettingsh.) Seward, 1919
- †Callitrites subtilis (Heer) Seward, 1919
- †Carpolithes gleichenioides Seward, 1926
- †Carpolithes globuliferus (Heer) Seward, 1926
- †Carpolithes heimii Seward, 1925
- †Carpolithes holttumii Seward, 1925
- †Carpolithes oblongus (Heer) Seward, 1926
- †Carpolithes pomelii (Saporta) Seward, 1917
- †Carpolithes stipuliformis Seward, 1926
- †Chara knowltonii Seward, 1894
- †Cinnamomoides heeri (Lesq.) Seward, 1926
- †Cinnamomoides newberryi (E.W. Berry) Seward, 1925
- †Cinnamomoides Seward, 1925
- †Circonitella knowltoni Seward, 1969
- †Cladophlebis arctica (Heer) Seward, 1926
- †Cladophlebis browniana (Dunker) Seward, 1894
- †Cladophlebis denticulata var. australis (Morris in Strzel.) Seward, 1904
- †Cladophlebis fontainei Seward, 1907
- †Cladophlebis frigida (Heer) Seward, 1926
- †Cladophlebis holttumii Seward, 1926
- †Cladophlebis longipennis (Heer) Seward, 1925
- †Cladophlebis oerstedi Seward, 1927
- †Cladophlebis oerstedii (Heer) Seward, 1926
- †Clathropteris aegyptiaca Seward, 1907
- †Coniopteris burejensis (Zalessky) Seward, 1912
- †Coniopteris hymenophylloides var. australica Seward, 1904
- †Coniopteris hymenophylloides Seward, 1900
- †Conites armatus Seward, 1895
- †Conites berryi Seward, 1913
- †Conites elegans (Schimp.) Seward, 1895
- †Cordaicarpus Seward, 1917
- †Cordaites hislopii (Bunbury) Seward & Sahni, 1920
- †Cordaites stoliczkanus (Feistm.) Seward & Sahni, 1920
- †Corylites hebridicus Seward & Holttum in E.B. Bailey, Clough, W.B. Wright, Richey & G.V. Wilson, 1924
- †Corylites nostratus Seward & V.M.Conway, 1935
- †Culmites groenlandicus (Heer) Seward, 1926
- †Cupressinocladus cretaceus (Heer) Seward, 1926
- †Cupressinocladus harrisii Seward, 1934
- †Cupressinocladus valdensis Seward, 1919
- †Cupressinocladus Seward, 1919
- †Cupressinoxylon barberi Seward
- †Cycadeoidea gigantea Seward, 1896
- †Cycadeoidea gracilis (Carruth.) Seward, 1904
- †Cycadeoidea peachiana (Carruth.) Seward, 1917
- †Cyclodendron lesliimecdup Seward, 1928
- †Cyclospermum tenuis Seward, 1917
- †Cyclospermum Seward, 1917
- †Dadoxylon arberi Seward
- †Dalbergites borealis (Heer) Seward, 1926
- †Dalbergites simplex (Newb.) Seward in Seward & V.M.Conway, 1935
- †Dammarites borealis (Heer) Seward, 1926
- †Dammarites owenii (Ettingsh.) Seward, 1919
- †Dammarites uninervis (Ettingsh.) Seward, 1919
- †Desmiophyllum parringtonii Seward, 1934
- †Desmiophyllum solmsii Seward
- †Dichopteris delicatula Seward, 1913
- †Dichopteris laevigata (J. Phillips) Seward, 1895
- †Dicotylophyllum bellum (Heer) Seward & V.M.Conway, 1935
- †Dicotylophyllum boreale (Heer) Seward & V.M.Conway, 1935
- †Dicotylophyllum egyptiacum Seward, 1935
- †Dicotylophyllum gaudinii (Fisch.-Oost. in Heer) Seward & V.M.Conway, 1935
- †Dicotylophyllum kingigtokense Seward & V.M.Conway, 1935
- †Dicotylophyllum longifolium Seward & V.M.Conway, 1935
- †Dicotylophyllum olafsenii (Heer) Seward & V.M.Conway, 1935
- †Dicotylophyllum ovale (Lesq.) Seward & V.M.Conway, 1935
- †Dicotylophyllum shottonii Seward & V.M.Conway, 1935
- †Dicotylophyllum steenstrupianum (Heer) Seward & V.M.Conway, 1935
- †Dicotylophyllum washingtonense (Knowlt.) Seward & V.M.Conway, 1935
- †Dipterocarpophyllum ballii Seward, 1935
- †Dipterocarpophyllum humei Seward, 1935
- †Dipterocarpophyllum zeraibense Seward, 1935
- †Dryophyllum johnstrupii (Heer) Seward & V.M.Conway, 1935
- †Eboracia lobifolia (Lindl., Hutton) Seward, 1912
- †Eboracia Seward
- †Elatides sternbergiana (Dunker) Seward, 1913
- †Elatocladus campbellii (J.S. Gardner) Seward & Holttum in E.B. Bailey, Clough, W.B. Wright, Richey & G.V. Wilson, 1924
- †Elatocladus confertus (Feistm.) Seward & Sahni, 1920
- †Elatocladus dicksonianus (Heer) Seward, 1925
- †Elatocladus macilentus (Heer) Seward, 1926
- †Elatocladus mathiesenii Seward & V.M.Conway, 1935
- †Elatocladus smittianus (Heer) Seward, 1926
- †Elatocladus subtilis (Heer) Seward, 1926
- †Elatocladus subulatus (Heer) Seward, 1926
- †Elatocladus ungeri (Heer) Seward & V.M.Conway, 1935
- †Elatocladus upernivikensis Seward, 1926
- †Equisetites amissus (Heer) Seward & V.M.Conway, 1935
- †Equisetites beanii (Bunbury) Seward, 1898
- †Equisetites ferganensis Seward, 1907
- †Equisetites kingigtokensis Seward & V.M.Conway, 1935
- †Eretmophyllum saighanense Seward
- †Eristophyton fasciculare (D.H. Scott) Zalessky ex Seward, 1917
- †Eury-Cycadolepis (A.C.Seward) A.C.Seward, 1917
- †Eurycycadolepis (A.C.Seward) A.C.Seward, 1917
- †Eurycycadolepis Seward, 1913
- †Fittonia ruffordii Seward, 1895
- †Furcifolium longifolium Seward, 1943
- †Ginkgo digitata var. polaris (Nath.) Seward, 1901
- †Ginkgo obrutschewii Seward, 1912
- †Ginkgoites antarcticus (Saporta) Seward, 1919
- †Ginkgoites concinnus (Heer) Seward, 1919
- †Ginkgoites digitatus var. huttonii (Sternb.) Seward, 1919
- †Ginkgoites digitatus (Brongn.) Seward, 1919
- †Ginkgoites geinitzii (Nath.) Seward, 1919
- †Ginkgoites obovatus (Nath.) Seward, 1919
- †Ginkgoites obrutschewii (Seward) Seward, 1919
- †Ginkgoites pluripartitus (Schimp.) Seward, 1926
- †Ginkgoites sibiricus (Heer) Seward, 1919
- †Ginkgoites Seward, 1919
- †Ginkgopsis M.D.Zalessky ex A.C.Seward, 1919
- †Gleichenites delicatulus (Heer) Seward, 1910
- †Gleichenites giesekianus (Heer) Seward, 1926
- †Gleichenites hantonensis (J.S. Gardner, Ettingsh.) Seward, 1910
- †Gleichenites longipennis (Heer) Seward, 1910
- †Gleichenites nordenskioeldii (Heer) Seward, 1910
- †Gleichenites porsildii Seward, 1926
- †Gleichenites rinkianus (Heer) Seward, 1926
- †Gleichenites rostafinskii (Racib.) Seward, 1910
- †Gleichenites waltonii Seward, 1926
- †Gleichenites zippei (Corda in A.E. Reuss) Seward, 1910
- †Glossopteris angustifolia var. taeniopteroides Seward, 1908
- †Haplostigma irregulare (E.H.L. Schwarz) Seward, 1932
- †Haplostigma Seward, 1932
- †Hastimima Seward, 1909
- †Hausmannia pelletieri Seward, 1913
- †Haydenia thrysopteroides Seward, 1912
- †Haydenia A.C.Seward, 1912
- †Hexagonocarpus modestae (P. Bertrand in Depape, Carpentier) Seward, 1917
- †Isoetites choffatii (Saporta) Seward, 1910
- †Krannera marginata (Heer) Seward, 1926
- †Laccopteris latifolia (Nath.) Seward in Seward & V.M.Conway, 1935
- †Laccopteris rigida Seward, 1926
- †Laurophyllum plutonium (Heer) Seward, 1926
- †Leckenbya A.C.Seward, 1894
- †Lepidodendron vereenigingense Seward & T.N. Leslie, 1908
- †Leptopterophyllum nathorsti Seward, 1930
- †Leptospermites arcticus Seward & V.M.Conway, 1935
- †Lycopodites lanceolatus (P.B. Brodie) Seward, 1904
- †Lycopodites teilhardii Seward, 1913
- †Lycopodites victoriae Seward
- †Lycopodites victoriae Seward, 1904
- †Lyginodendron robustum Seward, 1896
- †Macclintockia hallei Seward, 1925
- †Magnoliaephyllum alternans (Heer in Capellini, Heer) Seward, 1926
- †Magnoliaephyllum capellinii (Heer in Capellini, Heer) Seward & V.M.Conway, 1935
- †Magnoliaephyllum newberryi (E.W. Berry) Seward & V.M.Conway, 1935
- †Magnoliaestrobus gilmouri Seward & Conway, 1935
- †Magnoliaestrobus gilmourii Seward & V.M.Conway, 1935
- †Magnoliaestrobus A.C.Seward & V.Conway, 1935
- †Magnoliaestrobus Seward & V.M.Conway, 1935
- †Marattiopsis macrocarpa (Oldham, Morris) Seward & Sahni, 1920
- †Marchantites erectus (W. Bean in Leck.) Seward, 1898
- †Masculostrobus zeilleri Seward, 1911
- †Masculostrobus A.C.Seward, 1911
- †Matonidium goeppertii (Ettingsh.) Seward, 1913
- †Megaloxylon scotti Seward, 1899
- †Megaloxylon A.C.Seward, 1899
- †Menispermites nordenskioeldii (Heer) Seward, 1926
- †Mesembrioxylon A.C.Seward, 1919
- †Mesembrioxylon Seward, 1919
- †Morania oldhamii (Zeiller) Seward & Sahni, 1920
- †Morania Seward & Sahni, 1920
- †Moranocladus A.C.Seward & B.Sahni, 1926
- †Myeloxylon topekense (Penh.) Seward, 1917
- †Myrtophyllum boreale Seward & V.M.Conway, 1935
- †Nathorstia Seward, 1894
- †Neuropterocarpus F.C.Grand'Eury ex A.C.Seward, 1917
- †Nilssonia bindrabunensis Seward & Sahni, 1920
- †Nilssonia fissa (Feistm.) Seward & Sahni, 1920
- †Nilssonia medlicottiana (Oldham, Morris) Seward & Sahni, 1920
- †Nilssonia morrisiana (Oldham in Oldham, Morris) Seward & Sahni, 1920
- †Nilssonia princeps (Oldham, Morris) Seward, 1917
- †Nilssonia rajmahalensis (Oldham in Oldham, Morris) Seward, 1917
- †Nilssonia schmidtii (Heer) Seward, 1912
- †Nilssonia tenuinervis Seward
- †Odontopteris brownii Seward, 1908
- †Osmundites kolbei Seward, 1907
- †Otozamites bunburyanus var. indicus Seward, 1920
- †Otozamites klipsteinii (Dunker) Seward, 1895
- †Pagiophyllum ambiguum (Heer) Seward, 1926
- †Palaeanthus hollickii Seward & V.M.Conway, 1935
- †Palaeanthus tenuistriatus Seward & V.M.Conway, 1935
- †Pelletieria valdensis Seward, 1913
- †Pelletieria Seward, 1913
- †Pelourdea hadroclada (T. Halle) Seward, 1917
- †Pelourdea imhoffii (Heer) Seward, 1917
- †Pelourdea vogesiaca (Schimp., A. Moug.) Seward, 1917
- †Pelourdea Seward, 1917
- †Phoenicopsis gunnii Seward
- †Phoenicopsis steenstrupii Seward, 1926
- †Phyllites ardtunensis Seward & Holttum in E.B. Bailey, Clough, W.B. Wright, Richey & G.V. Wilson, 1924
- †Phyllites borealis Seward & V.M.Conway, 1935
- †Phyllites platania (Heer) Seward & Holttum in E.B. Bailey, Clough, W.B. Wright, Richey & G.V. Wilson, 1924
- †Phyllites socialis (Heer) Seward, 1926
- †Phyllotheca whaitsii Seward, 1907
- †Pinites kobukensis Seward, 1912
- †Pinites solmsii Seward, 1895
- †Pityanthus (A.G.Nathorst) A.C.Seward, 1919
- †Pityites solmsi Seward, 1919
- †Pityites Seward, 1919
- †Pityocladus kobukensis (Seward) Seward, 1919
- †Pityocladus longifolius Seward, 1919
- †Pityocladus (A.G.Nathorst) A.C.Seward, 1919
- †Pityolepis rugosa Seward, 1926
- †Pityophyllum crassum Seward, 1926
- †Pityophyllum longifolium (Nath.) Seward, 1912
- †Pityophyllum nordenskioeldii (Heer) Seward, 1912
- †Pityophyllum staratschinii (Heer) Nath. ex Seward, 1912
- †Pityophyllum Nath. ex Seward, 1912
- †Pityospermum cedroides Seward & V.M.Conway, 1935
- †Pityospermum kingigtokense Seward & V.M.Conway, 1935
- †Pityospermum Nath. ex Seward, 1919
- †Pityosporites antarcticus Seward, 1914
- †Pityosporites Seward, 1914
- †Platanophyllum geisleri Seward, 1926
- †Platanophyllum insigne (Heer in Capellini, Heer) Seward, 1926
- †Platanophyllum pfaffianum (Heer) Seward, 1926
- †Platanophyllum wellingtonianum (Lesq.) Seward, 1926
- †Podocarpites elegans (De la Harpe in De la Harpe, J.W. Salter) Seward, 1919
- †Podocarpites eocenicus (Unger) Seward, 1919
- †Podozamitaceae Seward, 1912
- †Pseudoctenis footeana (Feistm.) Seward & Sahni, 1920
- †Pseudoctenis latipennis (Heer) Seward, 1925
- †Pseudoctenis A.C.Seward, 1911
- †Pseudocycas thomasii Seward & V.M.Conway, 1935
- †Psygmophyllum kidstonii Seward
- †Pterophyllum harrisii Seward & V.M.Conway, 1935
- †Ptilophyllum arcticum (Goepp.) Seward, 1926
- †Rachiopteris williamsonii Seward, 1894
- †Rachiopteris W.C.Williamson ex A.C.Seward, 1894
- †Raphaelia diamensis Seward, 1912
- †Rhabdospermum cyclocaryon Seward, 1917
- †Rhabdospermum Seward, 1917
- †Rhizomopteris etheridgei Seward, 1904
- †Rhizomopteris etheridgei Seward
- †Ruffordia goepperti Seward, 1894
- †Ruffordia goeppertii (Dunker) Seward, 1894
- †Ruffordia A.C.Seward, 1894
- †Ruffordia Seward, 1894
- †Sagenopteris mantellii (Dunker) Seward, 1913
- †Samaropsis raniganjensis Seward & Sahni, 1920
- †Sapindopsis angusta (Heer) Seward & V.M.Conway, 1935
- †Saportaia Seward, 1895
- †Saportaia Seward,1895
- †Schizolepis moelleri Seward, 1907
- †Sciadopitytes borealis (Heer) Seward & V.M.Conway, 1935
- †Sciadopitytes crameri (Heer) Seward, 1926
- †Sciadopitytes eirikianus (Heer) Seward, 1926
- †Scotoxylon hornei Seward & Bancroft, 1913
- †Selaginellites dawsonii Seward, 1913
- †Sequoites concinnus (Heer) Seward, 1926
- †Sequoites langsdorfii (Brongn. ex Endl.) Seward, 1924
- †Sewardia saportae (Seward) Seward, 1913
- †Sphenophyllostachys dawsonii (Will.) Seward, 1896
- †Sphenophyllostachys roemeri (Solms) Seward, 1896
- †Sphenophyllostachys Seward, 1896
- †Sphenopteris dentata (Velen.) Seward, 1926
- †Sphenopteris groenlandica (Heer) Seward & V.M.Conway, 1935
- †Sphenopteris joergensenii (Heer) Seward, 1926
- †Sphenopteris psilotoides (C. Stokes, Webb) Seward, 1926
- †Sphenopteris tyrmensis Seward, 1912
- †Stenorrhachis lepidus (Heer) Seward, 1912
- †Stephanophyllum solmsi Seward, 1936
- †Stigmatodendron dubium Seward, 1908
- †Stormbergia gardneri Seward, 1911
- †Stormbergia Seward, 1911
- †Strobilites laxus Seward, 1908
- †Strobilites milleryensis (Renault) Seward, 1917
- †Taeniopteris daintreei var. major Seward, 1904*†Adiantites lindsayoides Seward, 1904
- †Taxodites miocenus (Heer) Seward, 1919
- †Teilhardia valdensis Seward, 1913
- †Teilhardia Seward, 1913
- †Thinnfeldia maccoyi Seward, 1904
- †Thinnfeldia sphenopteroides Seward, 1908
- †Todites williamsonis (Brongn.) Seward, 1901
- †Todites Seward, 1901
- †Torreyites constrictus (Feistm.) Seward & Sahni, 1920
- †Torreyites Seward, 1919
- †Trigonocarpaceae Seward, 1917
- †Trigonocarpales
- †Voltziopsis africana Seward, 1934
- †Walchia valdajolensis (A. Moug.) Seward, 1919
- †Weichselia mantellii (Brongn.) Seward, 1894
- †Withamia armata (Saporta) Seward, 1895
- †Withamia saportae Seward, 1895
- †Withamia Seward, 1895
- †Zamites buchianus (Ettingsh.) Seward, 1895
- †Zamites carruthersii Seward
- †Zamites weberi Seward, 1907
- †Zizyphoides colombii (Heer) Seward & V.M.Conway, 1935
- †Zizyphoides Seward & Conway, 1935
- †Zuberia sahnii Seward, 1932